# Una sirenetta innamorata
Una sirenetta innamorata (人魚姫 マリーナの冒険?, Ningyo Hime Marina no Boken), letteralmente: Le avventure della principessa delle sirene Marina, è una serie televisiva animata francese e giapponese prodotta da Studio Telescreen Japan, Mitsu Kaihin, Fuji Eight, Hexatel, Fuji TV, Antenne 2 e Saban International Paris, liberamente ispirata alla fiaba La sirenetta di Hans Christian Andersen.
La proprietà della serie è passata alla Disney nel 2001, quando la Disney ha acquisito Fox Kids Worldwide, che include anche Saban Entertainment.

## Doppiaggio
Il doppiaggio italiano è stato effettuato presso lo studio Micky, sotto la direzione di Dino De Luca.
| Personaggio              | Doppiatore originale | Doppiatore italiano |
| ------------------------ | -------------------- | ------------------- |
| Marina (sirenetta)       | Yuri Shiratori       | Stella Musy         |
| Justin (principe)        | Takehito Koyasu      | Alessandro Quarta   |
| Hedwig (strega del mare) | Chie Kitagawa        | Liù Bosisio         |
| Vinnie                   | Yumi Hiroki          | Monica Ward         |
| Martello                 |                      | Massimo Giuliani    |
| Consigliere del principe |                      | Leo Valeriano       |

## Sigle
Sigla iniziale giapponese
- Yume miru Mermaid (夢みるMERMAID?), testo di Azusa, musica di Hiroaki Sei, arrangiamento di Michiaki Katō, voce di Yumi Hiroki.

Sigla finale giapponese
- Pearl-no kimochi (パールな気持ち?), testo di Azusa, musica di Hiroaki Sei, arrangiamento di Michiaki Katō, voce di Yumi Hiroki.

Sigla iniziale e finale italiana
- "Una sirenetta innamorata", testo di Alessandra Valeri Manera, musica di Carmelo Carucci, voce di Cristina D'Avena.

## Episodi
| Nº | Titolo italiano Giapponese 「Kanji」 - Rōmaji        | In onda          | In onda |
| Nº | Titolo italiano Giapponese 「Kanji」 - Rōmaji        | Giapponese       |         |
| 1  | Il grande incontro 「ふたたび海へ」                  | 2 febbraio 1991  |         |
| 2  | La tavoletta d'oro 「伝説の黄金の板」                | 9 febbraio 1991  |         |
| 3  | Acqua, acqua ovunque 「お城の仮面舞踏会」            | 16 febbraio 1991 |         |
| 4  | Il rapimento del principe 「魔女はブツブツ」         | 23 febbraio 1991 |         |
| 5  | Il tranello 「森の中のマリーナ」                     | 2 marzo 1991     |         |
| 6  | La pozione della bontà 「やさしいヘッドウイッグ」    | 9 marzo 1991     |         |
| 7  | La strega del mare 「魔法の井戸に御用心」            | 16 marzo 1991    |         |
| 8  | Un nascondiglio sicuro 「リドレイの魔法」            | 23 marzo 1991    |         |
| 9  | L'incendio 「黄金の板のゆくえ」                      | 30 marzo 1991    |         |
| 10 | Un amore di bimba 「子守りでヘトヘト」               | 6 aprile 1991    |         |
| 11 | Amici delfini 「本当の友達」                         | 13 aprile 1991   |         |
| 12 | Il flauto di Silene 「セイレーンの笛」               | 20 aprile 1991   |         |
| 13 | A caccia di amici 「ガーゴイルの洞窟」               | 27 aprile 1991   |         |
| 14 | La fortezza del tartaro 「タイタンの罠」             | 4 maggio 1991    |         |
| 15 | Recapito sbagliato 「特別な日」                      | 11 maggio 1991   |         |
| 16 | La bella e la bestia 「ジャスティンの危機」          | 18 maggio 1991   |         |
| 17 | Flip e Teobald all'attacco! 「ガンバレ、フリップ」   | 25 maggio 1991   |         |
| 18 | La sirenetta perde il filtro 「とらわれの人魚姫」    | 1º giugno 1991   |         |
| 19 | Una pioggia provvidenziale 「ジャスティンは誰の物?」 | 8 giugno 1991    |         |
| 20 | La pozione dell'amore 「チャイシンの恋人」           | 15 giugno 1991   |         |
| 21 | Il compleanno di Winnie 「トロイのシーホース」       | 22 giugno 1991   |         |
| 22 | I fiori stregati 「花の香にご用心」                  | 29 giugno 1991   |         |
| 23 | La vecchia mappa 「蜂の巣の洞窟」                    | 6 luglio 1991    |         |
| 24 | Un veleno per il principe 「魔女の毒入りパイ」       | 13 luglio 1991   |         |
| 25 | Una colla superpotente 「催眠術のききめ」            | 20 luglio 1991   |         |
| 26 | Martello fa le pulizie 「結ばれるその日まで」        | 27 luglio 1991   |         |